# Carlos Prates
Carlos Augusto Monteiro Prates, né le 17 août 1993 à Taubaté à São Paulo au Brésil est un pratiquant d'arts martiaux mixtes (MMA) et ancien combattant de muay thai brésilien. Il combat dans la catégorie des poids mi-moyens à l'Ultimate Fighting Championship, où il est actuellement classé 12e.

## Style de vie
Carlos Prates est réputé pour être un grand consommateur de cigarettes, assez détonnant pour un sportif professionnel.Il se revendique également comme étant très fêtard.

## Palmarès en arts martiaux mixtes
| 29 combats     | 22 victoires | 7 défaites |
| Par KO         | 17           | 2          |
| Par soumission | 3            | 3          |
| Sur décision   | 2            | 2          |

### Historique des combats
| Résultat | Record | Adversaire                 | Méthode                                     | Événement                                  | Date              | Round | Temps | Lieu                              | Notes                                                                  |
| -------- | ------ | -------------------------- | ------------------------------------------- | ------------------------------------------ | ----------------- | ----- | ----- | --------------------------------- | ---------------------------------------------------------------------- |
| Victoire | 22-7   | Geoff Neal                 | KO (coup de coude retourné)                 | UFC 319 : du Plessis contre Chimaev        | 17 août 2025      | 1     | 4:59  | Chicago, Illinois, États-Unis     | Performance de la soirée.                                              |
| Défaite  | 21-7   | Ian Garry                  | Décision unanime                            | UFC sur ESPN : Machado Garry contre Prates | 27 avril 2025     | 5     | 5:00  | Kansas City, Missouri, États-Unis |                                                                        |
| Victoire | 21-6   | Neil Magny                 | KO (coup de poing)                          | UFC Fight Night: Magny vs. Prates          | 9 novembre 2024   | 1     | 4:50  | Las Vegas, Nevada, États-Unis     | Performance de la soirée.                                              |
| Victoire | 20-6   | Li Jingliang               | KO (coups de poing)                         | UFC 305                                    | 17 août 2024      | 2     | 4:02  | Perth, Australie                  | Performance de la soirée.                                              |
| Victoire | 19-6   | Charles Radtke             | KO (coup de genou au corps)                 | UFC on ESPN: Cannonier vs. Imavov          | 8 juin 2024       | 1     | 4:47  | Louisville, Kentucky, États-Unis  | Performance de la soirée.                                              |
| Victoire | 18-6   | Trevin Giles               | KO (coup de poing)                          | UFC Fight Night: Hermansson vs. Pyfer      | 10 février 2024   | 2     | 4:03  | Las Vegas, Nevada, États-Unis     | Performance de la soirée.                                              |
| Victoire | 17-6   | Mitch Ramirez              | TKO (coup de poing)                         | Dana White's Contender Series 60           | 18 novembre 2023  | 2     | 1:14  | Las Vegas, Nevada, États-Unis     |                                                                        |
| Victoire | 16-6   | Eduardo Ramon              | TKO (coup de genou)                         | LFA 154                                    | 10 mars 2023      | 1     | 2:25  | Cajamar, Brésil                   |                                                                        |
| Victoire | 15-6   | Moacir Rocha               | KO (coup de pied la tête et coups de poing) | LFA 146                                    | 4 novembre 2022   | 1     | 4:15  | Cajamar, Brésil                   | Combat en poids intermédiaire. Rocha manque la pesée.                  |
| Victoire | 14-6   | Charles de Oliveira Santos | KO (coup de poing)                          | Standout Fighting Tournament 37            | 3 septembre 2022  | 1     | 3:14  | São Paulo, Brésil                 | Remporte le titre des poids mi-moyens du Standout Fighting Tournament. |
| Victoire | 13-6   | Taffarel Brasil            | KO (coups de poing et coup de genou)        | Standout Fighting Tournament 35            | 11 juin 2022      | 2     | 1:52  | São Paulo, Brésil                 | Retour en poids mi-moyens.                                             |
| Victoire | 12-6   | Alan Silva                 | TKO (coups de poing)                        | Standout Fighting Tournament 32            | 18 décembre 2021  | 1     | 1:21  | São Paulo, Brésil                 | Combat en poids légers.                                                |
| Victoire | 11-6   | Joseph Luciano             | Décision unanime                            | ONE Warriors Series 9                      | 4 décembre 2019   | 3     | 5:00  | Kallang, Singapour                |                                                                        |
| Défaite  | 10-6   | Gadzhimurad Abdullaev      | Décision unanime                            | ONE Warriors Series 6                      | 20 juin 2019      | 3     | 5:00  | Kallang, Singapour                |                                                                        |
| Victoire | 10-5   | Gunther Kalunda Ngunza     | KO (coup de pied au corps)                  | ONE Warriors Series 5                      | 25 avril 2019     | 2     | 4:45  | Kallang, Singapour                | Combat en poids moyens.                                                |
| Victoire | 9-5    | Tuluosibake Kuerbanjiang   | TKO (coups de poing)                        | WLF W.A.R.S. 30                            | 14 décembre 2018  | 1     | 0:28  | Zhengzhou, Chine                  |                                                                        |
| Victoire | 8-5    | Tao Jiang                  | TKO (coups de poing)                        | Chin Woo Men: 2016-2017 Season, Stage 7    | 7 avril 2017      | 2     | 3:35  | Guangzhou, Chine                  |                                                                        |
| Défaite  | 7-5    | Mikhail Romanchuk          | TKO (coups de poing)                        | Chin Woo Men: 2016-2017 Season, Stage 3    | 7 janvier 2017    | 1     | 2:03  | Guangzhou, Chine                  |                                                                        |
| Victoire | 7-4    | Sun Jiming                 | Soumission (étranglement en guillotine)     | Chin Woo Men: 2016-2017 Season, Stage 1    | 6 novembre 2016   | 1     | 1:57  | Guangzhou, Chine                  |                                                                        |
| Victoire | 6-4    | Yousef Wehbe               | Soumission (étranglement arrière)           | Full Metal Dojo 8                          | 10 janvier 2016   | 2     | 2:56  | Phuket, Thaïlande                 | Début en poids mi-moyens.                                              |
| Défaite  | 5-4    | Ary Santos                 | Soumission (étranglement arrière)           | MMA Super Heroes 6                         | 25 octobre 2014   | 1     | 3:24  | São Paulo, Brésil                 |                                                                        |
| Victoire | 5-3    | Bruno Pereira              | Soumission (clé de bras)                    | Strong Fight Combat 2                      | 14 juin 2014      | 3     | 2:13  | Taubaté, Brésil                   |                                                                        |
| Défaite  | 4-3    | Claudiere Freitas          | Soumission (étranglement en triangle)       | Premium Fight Championship 3               | 22 novembre 2017  | 1     | 3:10  | Campinas, Brésil                  |                                                                        |
| Victoire | 4-2    | Cosme Santos               | KO (coups de pied au corps)                 | Brazil Combate 2                           | 10 novembre 2013  | 1     | 2:21  | Americana, Brésil                 |                                                                        |
| Défaite  | 3-2    | Diogo Cavalcanti           | Soumission (clé de cheville)                | Standout Fighting Tournament 1             | 20 septembre 2013 | 1     | 4:54  | São Paulo, Brésil                 | Retour en poids légers.                                                |
| Victoire | 3-1    | Rodrigo Haro               | Décision majoritaire                        | Detonic Fight 2                            | 11 mai 2013       | 3     | 5:00  | Ouro Fino, Brésil                 | Début en poids plumes.                                                 |
| Défaite  | 2-1    | Rafael Nunes               | TKO (arrêt du coin)                         | Max Fight 13                               | 13 mai 2012       | 1     | 2:15  | São Paulo, Brésil                 |                                                                        |
| Victoire | 2-0    | Renato da Silva Jr.        | TKO (coups de poing)                        | Romani Fight Brazil 1                      | 24 mars 2012      | 3     | 4:08  | Taubaté, Brésil                   |                                                                        |
| Victoire | 1-0    | Sergio Vieira              | TKO (coups de poing)                        | Max Fight 11                               | 17 mars 2012      | 2     | 2:05  | Campinas, Brésil                  | Début en poids légers.                                                 |